# Ignite (evento)

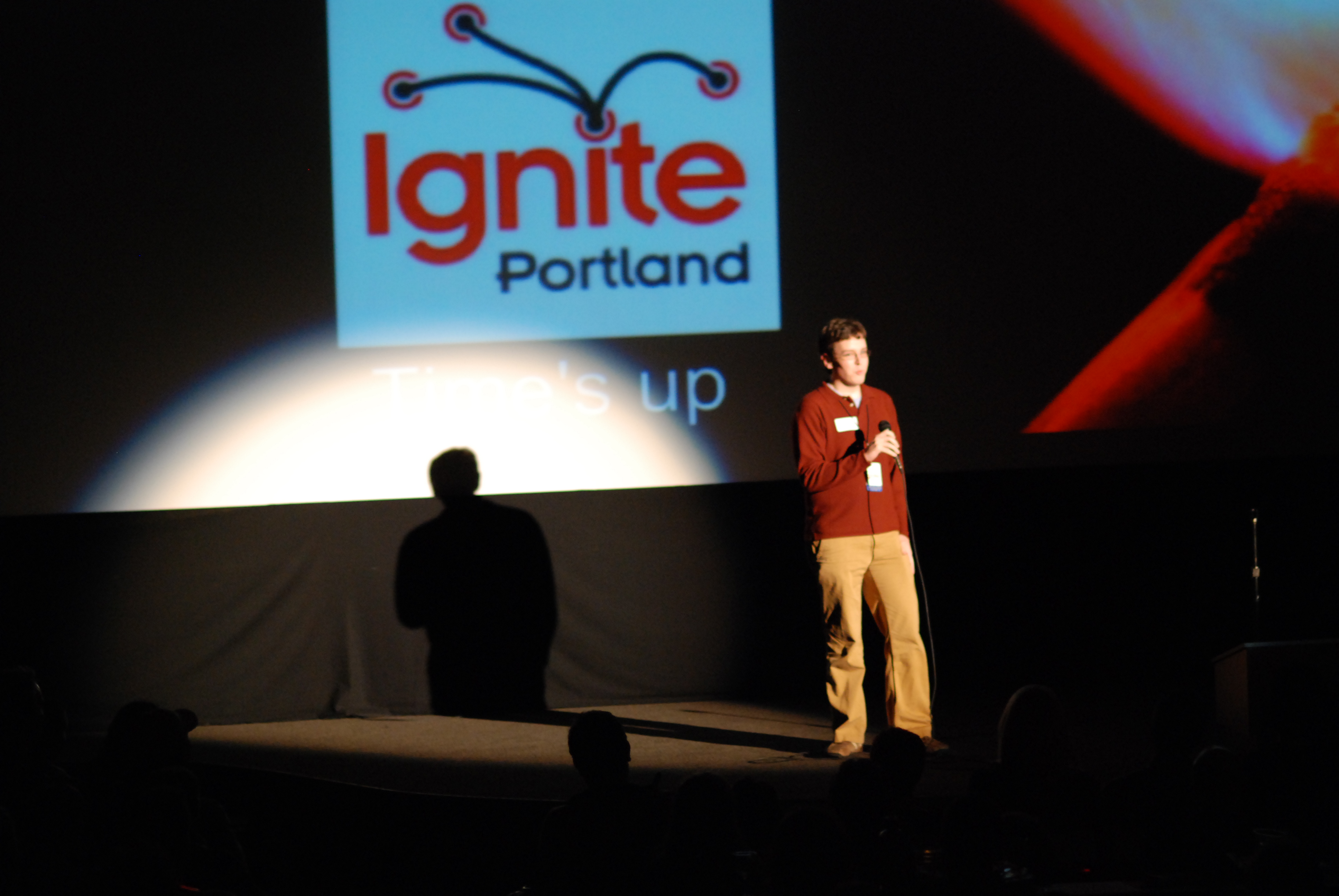
La fine della quinta Ignite di Portland

Ignite è uno stile di presentazione in cui i partecipanti dispongono ognuno di cinque minuti per parlare su un argomento accompagnati da 20 slide che avanzano automaticamente ogni 15 secondi. La prima Ignite si è tenuta nel 2006 a Seattle ed è stata sponsorizzata da O'Reilly Media e dalla rivista Make. L'idea iniziale fu di Brady Forrest dell' O'Reilly Media e di Bre Pettis di Etsy. O'Reilly ha continuato a sostenere le Ignite, una di cui si è tenuta durante la OSCON (O'Reilly Open Source Convention) del 2009 gestita dalla società- ma ogni Ignite è organizzata in modo indipendente a livello locale.
Una Ignite è quasi sempre a libera partecipazione, ed è sostenuta finanziariamente da sponsorizzazioni. Ad oggi, Ignite è un fenomeno globale mantenuto in più di una dozzina di grandi aree metropolitane.